# Aulnay-sur-Iton
Aulnay-sur-Iton település Franciaországban, Eure megyében. Lakosainak száma 707 fő (2022. január 1.). Aulnay-sur-Iton Arnières-sur-Iton, La Bonneville-sur-Iton, Saint-Sébastien-de-Morsent és Les Ventes községekkel határos.

## Népesség
A település népességének változása:
| Lakosok száma | 425  | 529  | 544  | 639  | 726  | 718  | 709  | 708  | 706  | 707  |
|               | 1968 | 1982 | 1990 | 2006 | 2013 | 2015 | 2017 | 2019 | 2020 | 2022 |